# Ben Maidment
Pas d'image ? Cliquez ici

a Compétitions nationales et continentales officielles uniquement.

Dernière mise à jour le 14 février 2018.
Ben Maidment, né le 28 mai 1988 à Cuckfield, Royaume-Uni, est un joueur de rugby à XV anglais. Évoluant comme troisième ligne centre, il joue à Jersey en deuxième division du championnat d'Angleterre depuis 2013.

## Vie personnelle
Maidment a fait ses études au Brighton College et à l'université de Cambridge, où il a étudié l'économie.  Son frère Max est également un joueur de rugby professionnel.

## Carrière en club
Maidment a commencé le rugby au Brighton College alors qu'il habitait le Sussex. À l'âge de 16 ans, il est sélectionné dans l'équipe du Sussex. 
Pendant son cursus universitaire à Cambridge, en 2010, il signe son premier contrat professionnel avec les London Wasps dans le cadre d'un accord avec l'université.  Il joue plusieurs matchs avec l'équipe de rugby à VII et l'équipe réserve du club londonien.
Début 2011, il rejoint le club de deuxième division anglaise de Moseley sur recommandation des London Wasps. Il fait sa première apparition en championnat d'Angleterre de deuxième division en février 2011 contre Esther. À la fin de la saison et un jour après avoir obtenu son diplôme de Cambridge, il s'engage avec les Cornish Pirates.
En 2013, Maidment rejoint le Jersey RFC en compagnie de ses coéquipiers Aaron Penberthy et Grant Pointer. Au cours du match de pré-saison contre Coventry R.F.C., Maidment écope d'un carton rouge. Cette sanction est aggravée par la fédération anglaise d'un match de suspension. Alors que le match de suspension portait initialement sur un match amical contre l'équipe française du Rheu, ce match est annulé. Jersey omet d'en avertir la fédération et aligne Maidment pour le match d'ouverture du championnat contre Plymouth Albion. En conséquence, le club se voit infliger une amende de 5 000 £ et une déduction de deux points en championnat par la fédération anglaise pour manquement aux directives de la fédération et conduite préjudiciable aux intérêts de la fédération et/ou du jeu.

### Autres équipes représentées
Lors de son passage à Cambridge, Maidment a eu l'occasion de représenter son université pour le Varsity Match organisé contre Oxford à Twickenham. Il a également connu une sélection avec l'équipe des étudiants anglais.
En 2011, Maidment a été invité à jouer avec les Barbarians contre les Bedford Blues, match remporté par les Barbarians.